# بيت مرة (ذمار)
بيت مرة هي إحدى قرى الجمهورية اليمنية. تتبع جغرافيا لمحافظة ذمار وإداريًا لمديرية ضوران انس. يبلغ تعداد سكانها 1265 نسمة حسب الإحصاء الذي أجري عام 2004.